# فرناندو ميدييروس
فرناندو ميدييروس (بالبرتغالية: Fernando Medeiros‏) هو لاعب كرة قدم برازيلي في مركز الوسط، ولد في 10 فبراير 1996 في سانتوس، ساو باولو في البرازيل. شارك مع منتخب البرازيل تحت 17 سنة لكرة القدم. أما مع النوادي، فقد لعب مع نادي سانتوس.

## وصلات خارجية
- فرناندو ميدييروس على موقع الاتحاد الأوربي (الإنجليزية)
- فرناندو ميدييروس على موقع قاعدة بيانات كرة القدم.إي يو (الإنجليزية)
- فرناندو ميدييروس على موقع Soccerway.com (الإنجليزية)